# Elisabeth Keimer

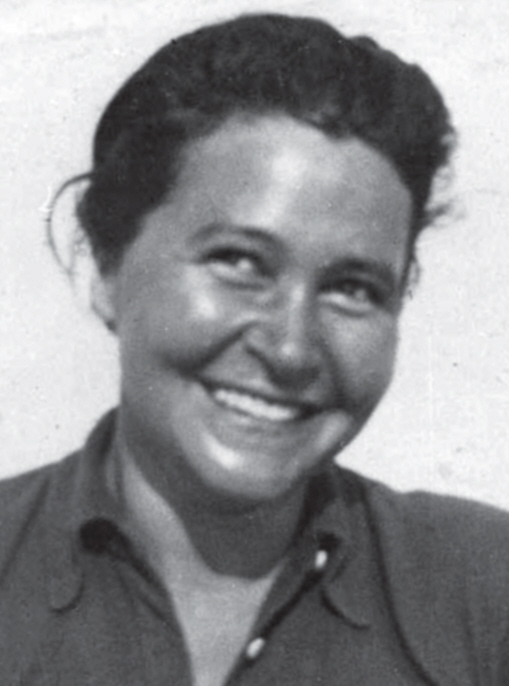
Elisabeth Keimer 1932

Elisabeth Keimer (* 25. April 1898 in Haselünne; † 23. Juli 1935 in Löningen) war eine deutsche Malerin und Glaskünstlerin der Neuen Sachlichkeit und promovierte Juristin. Da ihr Hauptwerk im Krieg vernichtet wurde, sind nur wenige Werke von ihr erhalten.

## Biographie

### Familie

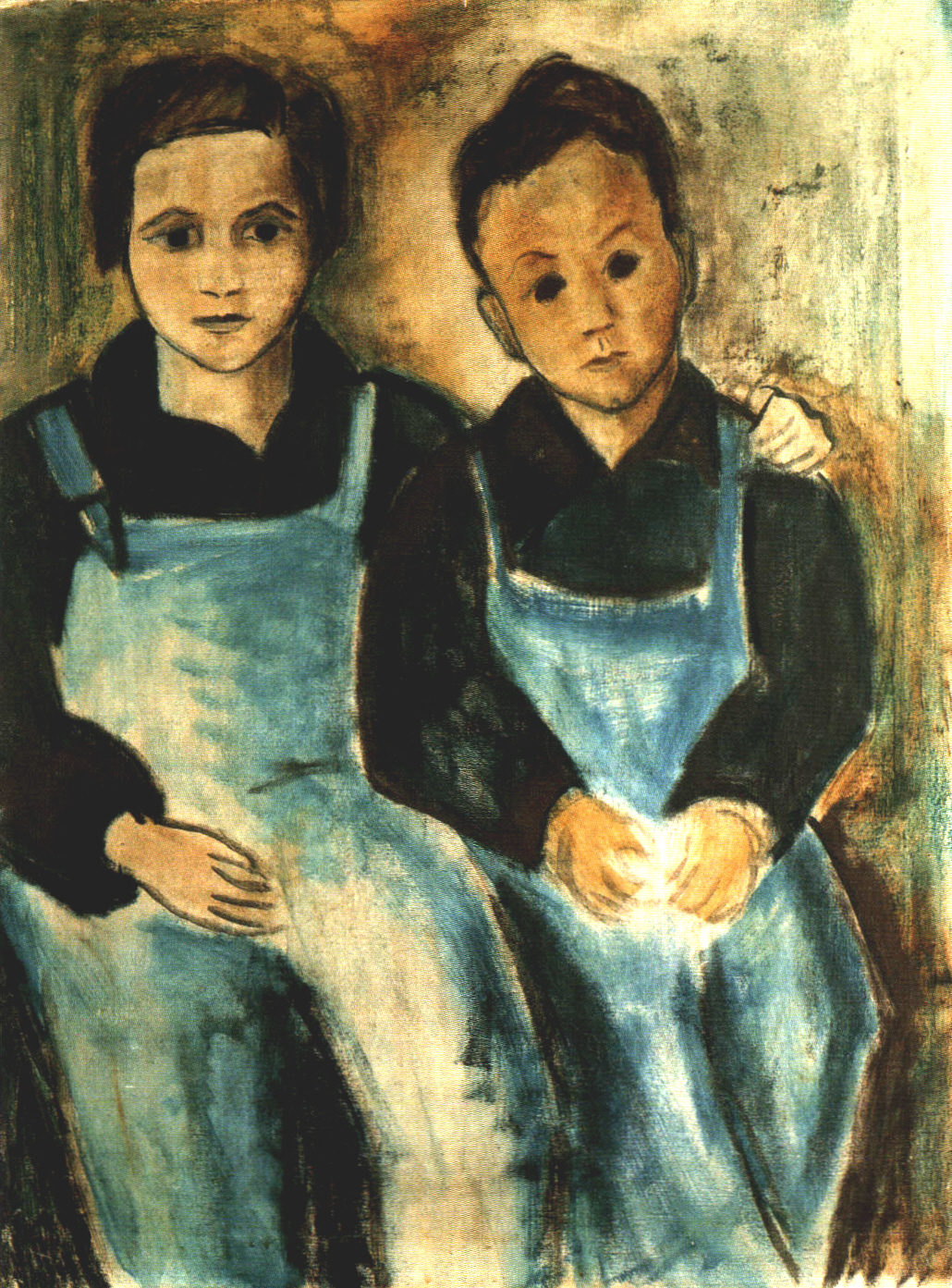
Elisabeth Keimer: Meine Kinder, Öl auf Leinwand, 87 × 67 cm, 1931

Elisabeth Keimer stammte aus einer traditionsreichen Försterfamilie, die über mehrere Generationen in der Herzog-Arenbergischen Forstverwaltung tätig war. Sie wurde als drittes von fünf Kindern des Försters Hubert Keimer und seiner Frau Susanne geb. Müller geboren. Ein Bruder war der Ägyptologe Ludwig Keimer. Elisabeth Keimer kam am 23. Juli 1935 bei der Rückfahrt von ihrem Atelier in Berlin, bei Löningen, kurz vor dem Erreichen ihres Heimatortes Haselünne bei einem Autounfall ums Leben. Der Fahrer des Wagens und ihre beiden Kinder, die ebenfalls im Fahrzeug waren, überlebten den Unfall. Sie wurde 37 Jahre alt.

### Schule und Jurastudium
Elisabeth Keimer besuchte zunächst die von Ursulinen geleitete „Höhere Töchterschule“ in Haselünne und legte 1916 ihr Abitur am Gymnasium des Ursulinenklosters in Aachen ab. Ihre Eltern und die Nonnen im Ursulinenkloster erkannten und förderten frühzeitig ihre künstlerische Begabung. Mit Blick auf die unsicheren wirtschaftlichen Perspektiven nach dem noch nicht beendeten Ersten Weltkrieg forderten ihre Eltern von ihr einen Doktortitel in einem nicht-künstlerischen Fach, bevor sie ihren künstlerischen Neigungen nachgehen durfte. Elisabeth Keimer begann nach dem Abitur 1916 ein Jurastudium an der Westfälischen Wilhelms-Universität in Münster, das sie 1918 an der Ludwig-Maximilians-Universität in München fortsetzte und 1919 mit der Promotion an der Julius-Maximilians-Universität in Würzburg abschloss.

### Kunststudium in München
1920 begann sie ihr Kunststudium an der Staatlichen Kunstgewerbeschule in München. Einer ihrer Lehrer war der Expressionist Willi Geiger. Dort lernte sie auch den Münchener Maler und Werbegrafiker Otto Dünkelsbühler (geb. 24. April 1898 in München, gest. 6. Februar 1977 in Nagold) kennen, den sie 1922 heiratete. Das bedeutete das Ende ihres Studiums, was sie später bedauerte.

### Ehe mit dem Maler Otto Dünkelsbühler
Das Ehepaar wohnte im Münchener Stadtteil Schwabing. Dort richteten sie sich eine kleine Werkstatt für kunstgewerbliche Emaillearbeiten ein und betrieben einen Brennofen zur Herstellung von Broschen und anderen metallischen Dekorationsgegenständen. Doch die Zeiten in München waren schwierig und das Künstlerehepaar lebte in ganz bescheidenen Verhältnissen, zumal 1924 die Tochter Gertraud und 1926 der Sohn Peter geboren wurden. 
Mitte der 1920er Jahre ging es in Berlin kulturell und vor allem kommerziell steil nach oben und wie viele andere Künstler, zog es auch Elisabeth Keimer und Otto Dünkelsbühler 1926 in das vermeintliche Eldorado an der Spree. Zuvor hatte Otto Dünkelsbühler mit einer seiner Arbeiten einen Preis des Berliner Ullstein-Verlags gewonnen. Nach dem Umzug in die Burggrafenstraße in Berlin begann es in der Ehe zu kriseln. Elisabeth Keimer sprach von einer „schweren menschlichen Enttäuschung“. In ihrem Tagebuch schrieb sie am 2. August 1926: „Schrankenlos aufgehen in einem Menschen, darf ich nie wieder.“ 1930 wurde die Ehe geschieden und Elisabeth Keimer musste nun ihre beiden Kinder alleine aufziehen.

### Papstaudienz im Vatikan

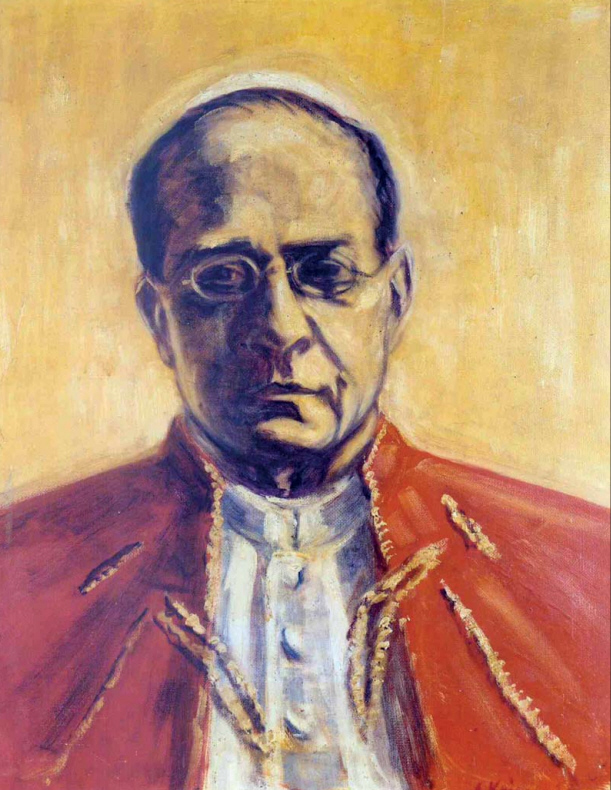
Elisabeth Keimer: Papst Pius XI, Öl auf Presspappe, 63 × 53 cm, 1929

In Berlin hatte Elisabeth Keimer Kontakt zum „Arbeitskreis Katholischer Künstler“, der von dem Priester und Sozialarbeiter Carl Sonnenschein gegründet worden war. Über diesen Kreis erhielt sie den Auftrag, den österreichischen Kardinal Franz Frühwirt und andere Würdenträger des Vatikans zu porträtieren. So war sie 1929 einige Monate in Rom und erhielt auch den Auftrag, ein Bild von Papst Pius XI. für ein deutsches Priesterseminar zu malen. Das war damals eine Sensation, die ein großes mediales Echo fand, denn der Papst ließ sich kaum von einer Frau malen, letztmals im Jahre 1922 durch Xenia de Cantieni. Beide wurden von kirchlichen Kreisen mit Aufträgen gefördert. Elisabeth Keimer konnte beispielsweise den mehrseitigen Bericht Liebenswürdiges aus dem Vatikan mit von ihr erstellten Illustrationen in der Berliner Illustrirten Zeitung platzieren. Die Zeitschrift Uhu veröffentlichte ihren Bericht Leben im Vatikan mit humoristischen Illustrationen und auch die Deutsche Welle berichtete. Schlagartig war Elisabeth Keimer nun nicht nur im deutschsprachigen Raum bekannt, denn der nächste Porträtwunsch kam vom italienischen Ministerpräsidenten Benito Mussolini, dem sie am 25. März 1933 nachkam. Das Ölgemälde, das Elisabeth Keimer von Papst Pius XI für das Priesterseminar schuf, ist verschollen, erhalten ist eine Vorstudie.

### Beziehung zu Hermann Göring
Ein weiterer Porträtwunsch kam 1933 vom preußischen Ministerpräsidenten Hermann Göring, den Elisabeth Keimer persönlich kannte. Unklar ist, wie dieser Kontakt zustande gekommen war. Es gibt Quellen, die sagen, dass Keimer mit Görings zweiter Frau, der Schauspielerin Emmy Sonnemann befreundet war. Eine andere Quelle sagt, dass sie Göring schon vor der „Machtergreifung“ kannte. Unstrittig ist, dass Göring Elisabeth Keimer gefördert hat und ihr beispielsweise Auftragsarbeiten an seiner Villa Carinhall in der Schorfheide und für eine Jagdhütte bei Berchtesgaden übertragen hat. Diese Hütte trug dann den Namen Elisabeth-Keimer-Hütte. Göring trug auch maßgeblich dazu bei, dass sie 1935, also kurz vor ihrem Tod, eine Professur für Mosaik und Glasmalerei an der Hochschule für freie und angewandte Kunst in Berlin erhielt.

### Gesellschaftliches Umfeld
Nach der Scheidung zog Elisabeth Keimer in die Altonaer Straße 11, in das Hansaviertel im Verwaltungsbezirk Tiergarten, das im folgenden Krieg nahezu vollständig zerstört wurde. 1932 bezog sie ein Atelier in der Villa des jüdischen Verlegers Georg Bondi in der Herbertstraße 15 im Grunewald. 1934 folgte sie einer Einladung des Bankiers Eduard von der Heydt zum Monte Verità in Ascona, für dessen Villa sie ebenfalls Glasfenster entwarf, die verschollen sind. Befreundet war Elisabeth Keimer mit den jüdischen Malerinnen Charlotte Berend-Corinth, der Ehefrau des Malers Lovis Corinth, und mit Liesbeth Bohm, später Elisabeth Ronget, die Deutschland 1930 den Rücken kehrte und 1934 in Paris den hochdekorierten französischen Fliegeroffizier und späteren Widerstandshelden Emile Ronget heiratete. Die Wege von Elisabeth Ronget und Elisabeth Keimer kreuzten sich in München, wo beide zur gleichen Zeit studierten. Weiterhin war Elisabeth Keimer befreundet mit Bruno E. Werner, dem Herausgeber des Bauhausblattes die neue linie, die er, obwohl seine Mutter Jüdin war, auch unter den Nationalsozialisten herausgeben konnte, nachdem er sich formal zum Regime bekannt hatte.  Nach Elisabeth Keimers Tod erschien die neue linie im August 1935 mit der Abbildung ihres Mosaiks Die Italienerin auf der Titelseite.

## Künstlerische Entwicklung
Erste künstlerische Anregungen erhielt Elisabeth Keimer durch die Stilrichtung der „Neuen Sachlichkeit“, die wiederum traditionelle Techniken und Malweisen aufgriff und die Wirklichkeit kühl und nüchtern abbildete. Ihre Stillleben und die „betont unprätentiösen Porträts“ waren die typischen Charakteristika dieser Stilrichtung. Schwerpunkte ihres Schaffens bildeten religiöse Themen, Porträts und Figurenbilder. Dabei zeigt die Künstlerin ein besonderes Interesse an zwischenmenschlichen Beziehungen, z. B. an der elementaren Verbindung von Mutter und Kind. Elisabeth Keimer malte u. a. großformatige Fresken für die Thomaskirche in Berlin. Die durch Fotografien überlieferten Werke, die nach 1933 entstanden sind, zeigen düstere und beklemmende Darstellungen religiöser Themen.
Die Zusammenarbeit mit dem Architekten und Bauhausschüler Paul Linder, der mit einer Jüdin verheiratet war und 1939 mit seiner Familie nach Peru flüchten musste, brachte ihr auch Aufträge für Sakralfenster und Mosaiken, die in den Vereinigten Werkstätten von Puhl, Wagner & Heinersdorff in Berlin-Treptow gefertigt wurden. Die Firma war der größte deutsche Hersteller von Glasmosaiken und -malereien. Glasfenster entstanden u. a. für die katholische Kirche St. Christophorus in Berlin-Neukölln und die letzten Arbeiten 1935 für die evangelische Apostel-Paulus-Kirche von Berlin-Hermsdorf. 
Nach Elisabeth Keimers plötzlichem Tod wurden sämtliche Werke aus ihrem Berliner Atelier in den Werkstätten von Treptow eingelagert. Als die Luftangriffe auf Berlin immer bedrohlicher wurden, wurden ihre Werke in einem Forsthof in der Mark Brandenburg in Sicherheit gebracht. Der Forsthof wurde komplett zerstört und mit ihm fast alle ihre Werke. Es sind nur noch eine Reihe grafischer Arbeiten und wenige Gemälde erhalten, wie das Papstbild auf Presspappe und das Werk Meine Kinder. Von einem Teil der zerstörten Arbeiten existieren noch Schwarz-Weiß-Fotografien. Ein provisorisches Werkverzeichnis von 1943 ging in Berlin verloren.

## Werke (Auswahl)
- 1924: Krippe mit Hirten, Emaille-Triptychon, 6 × 13,5 cm, Privatbesitz
- 1929: Selbstporträt, Radierung, 8 × 9,5 cm, Privatbesitz
- 1929: Papst Pius XI, Öl auf Presspappe, 63 × 53 cm, Privatbesitz
- 1929: Kardinal Ehrle, Öl auf Leinwand, 80 × 60 cm, Verbleib unbekannt
- 1929: Vatikan, Öl auf Sperrholz, 14,5 × 24,5 cm, Privatbesitz
- 1929: Engelsburg, Öl auf Sperrholz, 30 × 25 cm, Privatbesitz
- 1929: Tiberinsel, Radierung, 25 × 21,5 cm, Privatbesitz
- 1930: Die heiligen Drei Könige, Öl auf Sperrholz, 50 × 35 cm, Privatbesitz
- 1930: Zwei Mädchen am Bois de Bologne, Paris, Öl auf Leinwand, Privatbesitz
- 1930: Frauenkopf, Öl auf ?, 80 × 40 cm, Verbleib unbekannt
- 1930: Mädchen mit blonden Haaren, Öl auf ?, 100 × 60 cm, Verbleib unbekannt
- 1931: Peter und Gertraud, Bleistift, 11 × 9 cm, Privatbesitz
- 1931: Meine Kinder, Öl auf Leinwand,  87 × 67 cm, Privatbesitz
- 1931: Vase mit Tulpen, Öl auf Pressholz, 60 × 40 cm, Privatbesitz
- 1931: Frau Heinersdorff, Öl auf ?, 70 × 95 cm, Verbleib unbekannt
- 1931: Die Mutter, Öl auf ?, ca. 100 × 70 cm, Verbleib unbekannt
- 1932: Sonnenblumen, Öl auf Sperrholz, 67 × 44 cm, Privatbesitz
- 1932: Das jüngste Kind, Öl auf ?, 75 × 90 cm, Verbleib unbekannt
- 1933: Sonneblumen, Öl auf ?, 100 × 60 cm, Verbleib unbekannt
- 1933: Ida Noddack-Tacke, Öl auf ?, Größe und Verbleib unbekannt
- 1929: Pieta, Öl auf Karton, ca. 150 × 70 cm, Verbleib unbekannt
- 1929: Die klugen und die törichten Jungfrauen, Öl auf Karton, ca. 150 × 55 cm, Verbleib unbekannt
- 1934: Mariä Verkündigung, Öl auf Karton, ca. 150 × 150 cm, Verbleib unbekannt
- 1935: Kreuzigung, Glasfenster ev. Kirche Berlin-Hermsdorf